# Camarea elongata
Camarea elongata är en tvåhjärtbladig växtart som beskrevs av M.C.H. Mamede. Camarea elongata ingår i släktet Camarea och familjen Malpighiaceae. Inga underarter finns listade i Catalogue of Life.